# Resolución 120 del Consejo de Seguridad de las Naciones Unidas
La resolución 120 del Consejo de Seguridad de las Naciones Unidas, aprobada el 4 de noviembre de 1956, después de considerar la grave situación creada por la Unión Soviética en la represión de los esfuerzos del pueblo húngaro para reafirmar sus derechos y la falta de unanimidad de los miembros permanentes del Consejo de Seguridad en sesiones previas, el Consejo sintió que estaba siendo impedido de cumplir con su responsabilidad de mantener la paz y la seguridad internacional. Como solución, el Consejo decidió convocar a un período extraordinario de sesiones de emergencia de la Asamblea General a fin de hacer las recomendaciones oportunas. 
La resolución fue aprobada por 10 votos contra uno de la Unión Soviética. Aunque la Unión Soviética votó en contra, no podía bloquear la convocatoria de la Asamblea General dado que fue una votación procedimental, la cual no puede ser vetada por miembros permanentes.